# Brčko
Brčko je mesto na severovzhodu Bosne in Hercegovine. Je upravno središče Distrikta Brčko, samostojne upravne enote, ki ne pripada nobeni od dveh entitet Bosne in Hercegovine. Prebivalstvo je narodnostno mešano, po popisu iz leta 2013 prevladujejo Srbi in Bošnjaki.

## Zemljepis
Brčko leži na desnem bregu reke Save, na izlivu njenega pritoka Brke. Na nasprotnem bregu Save leži hrvaško mesto Gunja, s katerim ga povezuje most in mejni prehod. Zahodno od mesta se razprostira Bosanska Posavina, vzhodno plodna Semberija, južno od mesta pa se dvigajo obronki gore Majevice.
Podnebje je zmerno celinsko, povprečna letna temperatura je 11,2 °C in letna količina padavin 760 mm³.
Mesto ima pristanišče na Savi, edino mednarodno pristanišče v Bosni in Hercegovini. Železnica ga povezuje z Vinkovci in s tuzelskim industrijsko-rudarskim področjem, vendar skozi Brčko ni potniških železniških povezav.

## Zgodovina
Za mesto je bilo naselje Brka, današnje Brčko, razglašeno leta 1428. Po padcu ogrske Srebreniške banovine leta 1512 je mesto postalo del Osmanskega cesarstva. Med veliko turško vojno (leta 1688) je Brčko za kratek čas zavzela avstrijska vojska, a je bilo po Karlovškem miru leta 1699 vrnjeno Osmanskemu cesarstvu. V avstrijsko-turški vojni 1716–1718 je mesto znova prišlo pod avstrijsko oblast, pod katero je ostalo do leta 1739. V 1860. letih je Brčko dobilo pošto, Avstrija pa je vanj preselila svoj konzulat iz Tuzle. Septembra 1878 ga je okupirala avstro-ogrska vojska. V času avstro-ogrske okupacije je Brčko postalo sorazmerno sodobno mesto. V času Kraljevine Srbov, Hrvatov in Slovencev je spadalo pod Drinsko banovino.
Po razpadu Jugoslavije so aprila 1992 odločili, da se Brčko razdeli na tri občine – bošnjaško, hrvaško in srbsko – a se to ni zgodilo zaradi srbskega napada na mesto 1. maja 1992. Z zavzetjem mesta in severnega dela občine Brčko je srbska vojska vzpostavila t. i. koridor, ki je povezoval severni in vzhodni del Republike Srbske. Po Daytonskem sporazumu so občino Brčko razdelili med novonastali Federacijo BiH in Republiko Srbsko, pri čemer je mesto pripadlo slednji. Po mednarodni arbitraži in odločitvi iz marca 1999 so marca 2000 ustanovili Distrikt Brčko, posebno ozemeljsko enoto znotraj Bosne in Hercegovine, podrejeno neposredno državi in pod mednarodnim nadzorom.

## Prebivalstvo
Po podatkih popisa prebivalstva leta 1991 je v Brčkem živelo 41.406 prebivalcev, večinoma (55,5 %) Bošnjakov. Med vojno v Bosni in Hercegovini je srbska vojska preganjala Bošnjake in Hrvate, nakar so se v mesto množično naselili srbski begunci. Ob popisu leta 2013 je Brčko imelo 39.893 prebivalcev, od tega največ Srbov in Bošnjakov.
| . Brčko, popis 1991; skupaj 41.406 Muslimani 22.994 (55,5 %) Srbi 8.253 (19,9 %) Hrvati 2.894 (7,0 %) Jugoslovani 5.211 (12,6 %) drugi in neznano 2.054 (5,0 %) | . Brčko, popis 2013; skupaj: 39.893 Bošnjaki 17.489 (43,8 %) Srbi 19.420 (48,7 %) Hrvati 1.457 (3,7 %) drugi in neznano 1.527 (3,8 %) |